# جسیکا دریک
جسیکا دریک انگلیسی: Jessica Drake؛ (زاده ۱۴ اکتبر ۱۹۷۴) نام هنری یک هنرپیشه فیلم‌های پورنوی آمریکایی است، کارگردان، فیلم‌نامه‌نویس و مربی آموزش مسائل جنسی است.

## حرفه
دریک در تگزاس بزرگ شد. او کار سرگرمی بالغان را با دادن عکس‌ها به مجلات مختلف و ظاهر شدن در تلویزیون پلی‌بوی شروع کرد. او به مدت دو سال با استودیو سین‌سیتی قرارداد امضا کرد و در ۳۱ مه ۲۰۰۲ تاریخ قراردادش به پایان رسید. او نخستین جایزه ای‌وی‌ان خود را در سال ۲۰۰۱ دریافت کرد.

## اتهامات سوء رفتار جنسی علیه دونالد ترامپ
وی دونالد ترامپ را متهم کرده‌است که در سال ۲۰۰۶ او را به طرز غافلگیرکننده‌ای در آغوش فشرده و بدون اجازه بوسه‌ای از لب‌های او برداشته و پستان‌هایش را مالیده و به او پیشنهاد داده که برای یک شب همخوابی در اتاقی در یک هتل به او ده هزار دلار بپردازد. دونالد ترامپ این اتهامات را رد کرده و تهدید کرده که پس از پایان انتخابات ریاست جمهوری آمریکا، از همه زنانی که او را به تعرض جنسی متهم کرده‌اند، به دادگاه شکایت ببرد.